# Jairo Camargo
Jairo Camargo Fajardo (Barrancabermeja, Santander, 10 de febrer de 1954) és un actor i director de televisió, cinema i teatre colombiano. Amb una prolífica carrera que abasta diverses dècades, ha consolidat el seu lloc com un dels intèrprets més importants en la història del país. Reconegut per la seva versatilitat i profunditat en la construcció de personatges, Camargo ha deixat una petjada inesborrable en la cultura colombiana, tant en l'àmbit escènic com en l'audiovisual, convertint-se en un referent per a les noves generacions d'artistes.

## Biografia
Va estar al seminari, on estava preparant-se per a ser sacerdot. No obstant això, aviat va descobrir que la vida sacerdotal no era el seu, es va retirar i va decidir establir-se a Barrancabermeja.
La seva carrera en el teatre va començar al Col·legi Diego Hernández de Gallegos, a Barrancabermeja. Allí també amb un grup d'amics van formar diversos grups de teatre sota la direcció del dramaturg  Hugo Naranjo, amb qui van aconseguir muntar La calle sin puertas, obra que mai va ser presentada en públic. El seu primer personatge va ser el d'un arbre, en la posada en escena Cita en el parque, de Marcel Marceau.
Posteriorment, va estudiar a l'Escola Nacional d'Art Dramàtic, a Bogotà i després va ser acceptat al Teatre Popular de Bogotà (1977).
El seu primer paper en televisió el va desenvolupar en la telenovel·la Kundry (1979), protagonitzada per Amparo Grisales i Sergio Cabrera, sota la direcció de Jaime Botero. Posteriorment va iniciar una carrera que ho ha portat a rebre premis com els Premis Índia Catalina i el Premi ACCA (Associació de Crítics i Comentaristes d'Art, Miami, U.S.A.). El seu primer rol protagonista va ser en la telenovel·la La pantera (1992).

## Filmografia

### Televisió
- Darío Gómez: el rey del despecho (2024) — Gabriel Jaime[1]
- Cien años de soledad (2024) — Apolinar Moscote[2]
- Devuélveme la vida (2024) — Alfredo Azcárate Valencia[3]
- El grito de las mariposas (2023) — Don Enrique Mirabal[4]
- Viejitos en fuga (2023)[5] — Ramón Ortiz
- Noticia de un secuestro (2022) — Padre García Herreros[6]
- Juanpis González: la serie (2022) — Luis Carlos Pombo[7]
- El Cartel de los Sapos: el origen (2021) — Uriel Garrido
- La reina de Indias y el conquistador (2020) — Padre Sancho Frías
- El juicio del Conde (2020)
- Con Olor a Azucena (2019) — Samuel
- Historia de un crimen: Colmenares (2019) — Fiscal Sarmiento
- La ley del corazón (2018-2019) — Ramón Duperly
- El buen verdugo (2018) — Terapeuta
- Hermanos y hermanas (2017) — Saúl Matiz
- No olvidarás mi nombre (2017) — Leonardo Zapata
- El Comandante (2017) — Presidente Carlos Andrés Pérez
- Todo es prestao (2016) — Padre Alfonso Cotez
- Las hermanitas Calle (2015) — Alirio Gómez
- La tusa (2015) — Eugenio
- Esmeraldas (2015) — Ricardo Guerrero
- Palabra de ladrón (2014) — Carlos Miranda
- Dr. Mata (2014) — Alfredo Ferro Villegas
- Rafael Orozco, el ídolo (2012) — Dr. Duque
- El Joe, la leyenda (2011) — González
- Primera dama (2011) — Adolfo Fernández
- Kdabra (2011) — Vinay
- A mano limpia (2010) — Argemiro Arenas
- Chepe Fortuna (2010)
- El encantador (2009)
- Verano en Venecia (2009) — Vicente Perico
- Aquí no hay quien viva (2008) -- Antonio Benavides
- Tiempo final (2008) — Salvador / Solorza
- Mujeres asesinas (2008) — "Oswaldo, la de los peces"
- Amas de casa desesperadas (2007) — Cristóbal Quiñones Papa de Lucia
- En los tacones de Eva (2006) — Ricardo
- Los Reyes (2005) — Dr. Simón Rodríguez
- La saga, negocio de familia (2004) — Tito Manrique
- Como Pedro por su casa (2003) — Alirio Alberto Perafán Rocha de Francisco
- El auténtico Rodrigo Leal (2003) — Aníbal López
- Pedro el escamoso (2001) — Alirio Alberto Perafán Rocha de Francisco abogado
- Juliana, ¡qué mala eres! (1999) — Angel
- Julius (1999) — José
- Dios se lo pague (1998) — Mario Álvarez / Justo / Miguel Ángel
- La sombra del deseo (1996) — Guillermo
- Leche (1996) — Viejo Fierro
- El hijo de Nadia (1995)
- Candela (1994) — Julian Armenteros
- Momposina (1994)
- La maldición del paraíso (1993) — Marcelo
- Los motivos de Lola (1992)
- La pantera (1992) — Roque Delgado
- Escalona (1992) — Pipe Socarrás
- El hombre de la flor (1991)
- Herencia maldita (1990)
- Mamá probeta (1990)
- Calamar (1989) — Ramón el Esqueleto
- Garzas al amanecer (1989)
- Las Ibáñez (1989) — Rafael Caro
- Flor de invierno (1988)
- Vampiromanía (1988)
- Mi alma se la dejo al diablo (1987)
- Mi sangre aunque plebeya (1987)
- Suspenso 7:30 (1986)
- Don Chinche (1985) — Olinto Mantilla
- Los impostores (1985)
- Tremenda pareja (1984)
- La mala hierba (1982)
- Revivamos nuestra historia (1979)
- Kundry (1979)

### Cinema
- Asalto al mayor[8] (2024)
- Los fierros (2019) — Jerónimo
- Kept (2017) — Vicente
- El lamento (2016) — Lorenzo
- Magallanes (2016)
- La semilla del silencio (2015) — Fiscal Obando
- Antes del fuego (2015)
- Gordo, calvo y bajito (2011) — Bernardo
- Infraganti (2009)
- El cielo (2009) — Poet Raúl
- 2600 metros (curtmetratge) (2005)
- El trato (2005)
- La esquina (2004) — Adolfo Martínez
- Perder es cuestión de método (2004) — Engineer Vargas Vicuña
- El maestro (curtmetratge) (2004)
- Como el gato y el ratón (2003) — Cayetano Brochero
- Bolívar soy yo! (2002) — President de Colòmbia
- Siniestro (2001) — Vinicio Santos
- La puerta falsa (curtmetratge) (2001)
- La deuda (1997)
- Edipo alcalde (1996) — Creonte
- La estrategia del caracol (1993)
- Aroma de muerte (1985)
- El camino de los búhos (migmetratge) (1985)
- Ajuste de cuentas
- Mi Alma se la dejo al Diablo (1987)

## Premis i nominacions

### Premis India Catalina
| Any  | Categoria                                         | Producció                 | Resultat  |
| ---- | ------------------------------------------------- | ------------------------- | --------- |
| 2020 | Millor actor protagonista de telenovel·la o sèrie | Con olor a Azucena        | Nominat   |
| 2018 | Mejor actor antagónico de telenovel·la o serie    | No olvidarás mi nombre    | Nominat   |
| 2018 | A toda una vida                                   | A toda una vida           | Guanyador |
| 2007 | Millor actor antagònic de telenovel·la o sèrie    | En los tacones de Eva     | Nominat   |
| 2004 | Millor actor antagònic de telenovel·la o sèrie    | El auténtico Rodrigo Leal | Nominat   |
| 1992 | Millor actor                                      | Escalona                  | Guanyador |

### Premis TVyNovelas
| Any  | Categoria                                 | Telenovel·la o serie   | Resultat  |
| ---- | ----------------------------------------- | ---------------------- | --------- |
| 2002 | Millor actor de repartiment               | Pedro el escamoso      | Nominat   |
| 2000 | Millor Actor del Segle                    | Millor Actor del Segle | Nominat   |
| 1999 | Millor actor protagonista de telenovel·la | Dios se lo pague       | Guanyador |
| 1994 | Millor actor de repartiment               | Dios se lo pague       | Nominat   |

### Premis Platino
| Any  | Categoria                                                              | Telenovel·la o serie | Resultat  |
| ---- | ---------------------------------------------------------------------- | -------------------- | --------- |
| 2025 | Millor interpretació masculina de repartiment en minisèrie o telesèrie | Cien años de soledad | Guanyador |